# جورج هربرت وايس
جورج هربرت وايس (بالإنجليزية: George Herbert Weiss)‏ هو رياضياتي أمريكي، ولد في 19 فبراير 1930، وتوفي في 14 فبراير 2017.